# Реакция Даффа
Реакция Даффа — формилирование фенолов действием уротропина в кислой среде, идет преимущественно в орто-положение к гидроксильной группе, фенолы с занятыми орто-положениями в условиях реакции образуют пара-формилпроизводные. Предложена как метод формилирования фенолов в 1932 году Даффом и в дальнейшем расширен на ароматические амины и алкиларены.

## Механизм реакции
Реакция Даффа многостадийна и начинается с протонирования уротропина с образованием электрофильного метилениминиевого интермедиата, за которым следует электрофильное замещение протона в ароматическом ядре. Следующая стадия одинакова со второй стадией реакции Соммле: образующийся в результате бензиламин окисляется метиленимином или метилениминиевым фрагментом уротропина с образованием шиффова основания, которое гидролизуется до альдегида:
Образование бензиламина и шиффова основания в ходе реакции было отмечено ещё Даффом, который при формилировании β-нафтола выделил и идентифицировал промежуточно образующийся 2,2'-дигидрокси-1-нафтилиден-1-нафтилметиламин.

## Применимость и модификации
В первоначальном варианте проведения реакции, предложенным Даффом, смесь фенола и уротропина нагревается в ледяной уксусной кислоте, после чего образующееся шиффово основание (которое зачастую может быть выделено) гидролизуется водным раствором кислоты.
В реакцию вступают алкил- алкокси- и хлорфенолы и нафтолы, формилирование при этом происходит в о-положение или, если оба о-положения заняты, в p-положение, салициловая кислота в этих условиях дает смесь продуктов o- и p-формилирования. Выходы невелики и составляют 10—45 %, примером такого варианта является синтез 3,5-ди-трет-бутилсалицилового альдегида из 2,4-ди-трет-бутилфенола:
Реакцию также можно проводить в других некислотных растворителях с добавлением кислоты в реакционную среду. Так, например, сиреневый альдегид может быть синтезирован реакцией 1,3-диметилового эфира пирогаллола с уротропином нагреванием в глицерине в присутствии борной кислоты и выделением альдегида в виде бисульфитного производного с последующим его гидролизом серной кислотой, выход составляет 31–32%:
Модификацией метода является использование в качестве кислотного катализатора трифторуксусной кислоты, в этом случае возможно формилирование фенолов, алкил- и алкоксибензолов и дифенилового эфира со средними и хорошими выходами (95 % в случае 2,6-диметилфенола), формилирование фенолов в этом случае идет преимущественно в p-положение.